# Rapazinho-estriado-do-oeste
Rapazinho-estriado-do-oeste ou barbudo-estriado-ocidental (nome científico: Nystalus obamai) é uma espécie de ave da família Bucconidae. Pode ser encontrada na Bolívia, Brasil, Colômbia, Equador e Peru. A ave habita florestas subtropicais e tropicais úmidas de várzea. Seu epíteto específico obamai foi dado em homenagem ao 44º presidente dos Estados Unidos, Barack Obama. A espécie foi anteriormente considerada co-específica com o rapazinho-estriado (Nystalus striolatus).

## Descrição
O rapazinho-estriado-do-oeste possui cerca de 19,8 a 21 cm de comprimento, e um peso de 43 a 47 g. O queixo, a parte superior da garganta e a região entre os olhos e as narinas são brancos. Os lados da cabeça e o supercílio são fulvos e finamente listrados em tom escuro. A coroa é barrada e manchada em marrom-avermelhada e marrom-escura, tornando-se quase toda preta na nuca; há um amplo colarinho fulvo. As partes superiores são castanho-escuras, com manchas amareladas que se transformam em barras para trás. A parte inferior da garganta é amarelo-acastanhado claro, com finas estrias negras, gradando-se para mais pálido, mas mais fortemente listrado no peito e nos flancos, mais branco e quase sem estrias nas partes centrais inferiores. A cauda é de tamanho médio e estreita, ligeiramente graduada, castanha-escura com finas barras ruivas.

## Dieta
A dieta do rapazinho-estriado-do-oeste consiste principalmente em insetos (gafanhotos, cigarras, libélulas, louva-a-deus, besouros crisomelídeos, lagartas) e outros artrópodes. Alimenta-se de pequenos vertebrados, como lagartos. A presa grande é golpeada contra o poleiro da ave antes de consumida.

## Estado de conservação
Embora ainda não tenha sido avaliada pela IUCN até então como uma espécie única e distinta de Nystalus striolatus, é improvável que a presente espécie seja considerada globalmente ameaçada, então possivelmente é considerada como pouco preocupante. Foi descoberta recentemente na Colômbia e é considerado raro a incomum localmente no Equador e no Peru. É raramente registrado na Bolívia. Também ocorre no oeste da Amazônia.